# Eket
Eket ist eine Stadt und Local Government Area (LGA) im Südosten von Nigeria. Sie ist zweitgrößte Siedlung des Bundesstaates Akwa Ibom, der vor allem für seine große Erdölproduktion bekannt ist. Die Einwohnerzahl der LGA wurde 2016 auf 242.900 geschätzt. Die Bevölkerung hat in den vergangenen Jahren aufgrund des massiven Infrastrukturwachstums in der Region stark zugenommen.

## Wirtschaft
Wie der gesamte Bundesstaat lebt die Stadt stark von der Erdölindustrie und hat in den letzten Jahrzehnten ein rasantes Wachstum erlebt. Die Stadt verfügt über einen Stadionkomplex, eine Landebahn sowie weitere wichtige Infrastrukturen. Viele lokale Industrien stehen im Zusammenhang mit Erdöl, darunter unterstützende Dienstleistungen wie Catering, Transport und Export.

## Bevölkerung
Die Eket sind ein Volk, das in dieser Region lebt. Sie sind eine Untergruppe der Ibibio. Eket ist auch der Name der Hauptsprache, die sie sprechen, eine Benue-Kongo-Sprache. Ibibio und Eket ähneln sich, sind aber unterscheidbar genug, um den genauen Bezirk zu verraten, aus dem der Sprecher stammt. Die Eket haben eine traditionelle Form von Kasten- oder Klassengesellschaft mit verschiedenen sozialen Klassen.

## Persönlichkeiten
- Camilla George (* 1988), Jazzmusikerin